# Bolile ochiului
Aceasta este o listă parțială a bolilor și afecțiunilor ochiului. 
Organizația Mondială a Sănătății (OMS) a publicat clasificarea bolilor și afecțiunilor în Clasificarea statistică internațională a bolilor și a problemelor de sănătate înrudite, sau ICD-10.
Bolile și afecțiunile ochiului conform ICD-10:

## H00-H06 Afecțiunile pleoapei, aparatului lacrimal și orbitei
- (H00.0)Orgelet și alte inflamații profunde ale pleoapei:
  - Abcesul pleoapei
  - Furunculul pleoapei
  - Urcior
- (H00.1) Chalazion- chist în pleoapă (de obicei superioară)
- (H01.0) Bleferită —inflamație a pleoapelor și a genelor; caracterizată prin pielea solzoasă albă în apropierea genelor
- (H02.0) Entropion și trichiaza pleoapelor
- (H02.1) Ectropion al pleoapei - întoarcerea în afară a pleoapei cauzată de conjunctivită granuloasă
- (H02.2) Lagoftalmie - se definește prin incapacitatea ănchiderii pleoapei superioare datorită paraliziei musculare al mușchiului orbicular, ochiul rămânând deschisă și pe durata somnului
- (H02.3) Blefarochalasis
- (H02.4) Ptoză
- (H02.6) Xantelasma pleoapei
- (H03.0*)Afecțiuni ale pleoapei în boli clasificate altundeva
  - Dermatita pleoapei datorita unor specii de Demodex( B88.0+ )
  - Infecția parazitară a pleoapei în: 
    - leishmanioză ( B55.-+ )
    - loiază ( B74.3+ )
    - oncocercoză ( B73+ )
    - ptiriază ( B85.3+ )
- (H03.1*) Afecțiuni ale pleoapei în alte boli infecțiose clasificate altundeva
  - Afecțiuni ale pleoapei în:
    - infecția cu herpes viral (herpes simplex) ( B00.5+ )
    - lepră ( A30.-+ )
    - molluscum contagiosum ( B08.1+ )
    - tuberculoză ( A18.4+ )
    - pian ( A66.-+ )
    - zona Zoster ( B02.3+ )
- (H03.8*) Afecțiuni ale pleoapei în alte boli clasificate altundeva
  - Afecțiuni ale pleoapei în impetigo ( L01.0+ )
- (H04.0) Dacrioadenită
- (H04.2) Epiforă - secreție lacrimală abundentă, patologică
- (H06.2*)  Exoftalmia tireotoxică